# 吉永匠
吉永匠（よしなが たくみ）は、株式会社セガ所属のゲームデザイナー、ディレクター。
1993年セガ入社。CS3研（ソニックチーム）、ユナイテッド・ゲーム・アーティスツなどを経てソニックチームに在籍。『スペースチャンネル5』シリーズにおいてシナリオ執筆およびゲームデザイン・ディレクターを担当し、同シリーズのキーマンとされる。『きみのためなら死ねる』で初めてディレクターを担当。
奇天烈な発想、音楽をからめたゲームを得意としている。また「ぎゅんぎゅんする」「あらかた救出しました」などのかわったセリフまわしは当時インターネットミームになった。

## 参加作品
- 『ぺぺんがペンゴ』（メガドライブ）
- 『ラストグラディエーター』（セガサターン）
- 『月花霧幻譚〜TORICO〜』（セガサターン）
- 『スペースチャンネル5』ゲームデザインディレクター、ストーリー担当
- 『スペースチャンネル5パート2』ゲームデザインディレクター、ストーリー担当
- 『きみのためなら死ねる』（ニンテンドーDS）ディレクター、ストーリー担当
- 『赤ちゃんはどこからくるの?』（ニンテンドーDS）ディレクター、ストーリー担当
- 『アタマスキャン』（ニンテンドーDS）ディレクター
- 『ココロスキャン』（ニンテンドーDS）ディレクター、プロデューサー
- 『ぷよぷよ7』（ニンテンドーDS）ディレクター
- 『ぷよぷよ!! Puyopuyo 20th anniversary』（ニンテンドーDS）ディレクター
- 『うた組み575』（PlayStation Vita）ディレクター
- 『ぷよぷよ!!タッチ』（iOS/Android）ディレクター
- 『ぷよぷよクエスト』　大型アップデート「スーパーぷよクエプロジェクト」ディレクターほか[4]

## 参加CD
- 『スペースチャンネル5　サウンドトラック』作詞、ドラマ
- 『スペースチャンネル5パート2　ボリューム「ヘイ！」』作詞、ドラマ
- 『スペースチャンネル5パート2　ボリューム「チュー！」』作詞、ドラマ
- 『スペースチャンネル5パート2　もじもじリミックス」』作詞、ドラマ
- 『あかどこ＆きみしね 愛の伝説CD」』作詞、ドラマ
- 『きみのためなら死ねる ラブラブ大作戦CD+』作詞、ドラマ
- 『リズム怪盗R プレミアムライブ Original Soundtrack』作詞

## 参加テレビアニメ
- 『GO!GO! 575』企画